# Føderationsrådet (Rusland)
 Der er for få eller ingen kildehenvisninger i denne artikel, hvilket er et problem. Du kan hjælpe ved at angive troværdige kilder til de påstande, som fremføres i artiklen.

Føderationsrådet (russisk: Сове́т Федера́ции, tr. Sovét Federátsii) er navnet på et af de to kamre i det russiske parlament. Det andet kammer er Statsdumaen.